# توندوه
توندوه (به لاتین: Thondwe) یک منطقهٔ مسکونی در مالاوی است که در منطقه جنوبی مالاوی واقع شده‌است.